# Ajša
Ajša (ara. عائشة) bila je jedna od Muhamedovih žena. U islamskim djelima, njezinu imenu dodaje se prefiks "mater vjernika" (ara. أمّ المؤمنين), kako se opisuju Muhamedove žene u Kuranu.
Zbog kontradiktornih podataka u tradicionalnim hadisima točna dob Ajše prilikom udaje za Muhameda nije poznata, no prema raznim tumačenjima islamskih učenjaka varira između 19 i 24 godine.
Ajša je imala važnu ulogu u ranoj muslimanskoj povijesti, tijekom Muhamedova života i nakon njegove smrti. U sunitskoj tradiciji, za Ajšu se smatra da je bila načitana i radoznala. Doprinijela je širenju Muhamedovih poruka i služila muslimanskoj zajednici 44 godine nakon njegove smrti. Poznata je i po tome što je ispričala 2210 hadisa, ne samo o pitanjima Muhamedova privatnog života, već i o temama nasljedstva, hodočašća i eshatologije. Njezin intelekt i znanje o raznim temama, uključujući pjesništvo i medicinu, naveliko su hvalili rani prosvjetitelji poput al Zuhrija i njezina studenta Urva ibn al Zubaira.
Njezin otac, Abu Bakr, postao je prvi kalif, nasljednik Muhameda, a nakon dvije godine naslijedio ga je Omar. Tijekom vremena trećeg kalifa, Osmana, Ajša je imala vodeću ulogu u oporbi protiv njega, no nije se slagala ni s onima odgovornima za njegovo ubojstvo ni Alijevom stranom. Tijekom Alijine vladavine, željela je osvetiti Osmanovu smrt, što je pokušala učiniti u Bitci deva. Sudjelovala je u bitci držeći govore i vodeći postrojbe na devi. Izgubila je bitku, no njezina umješanost i odlučnost ostavili su trajan dojam. Nakon toga je živjela povučeno u Medini više od dvadeset godina. Nije sudjelovala u politici, pomirila se s Alijom i nije se opirala Muaviji.